# Branislava Mandic
Branislava Brana Mandic (Čurug, 14 agosto 1991) è una modella serba, incoronata Miss Serbia Universo 2012.
La modella ha rappresentato la Serbia in occasione del concorso di bellezza internazionale Miss Universo 2012, tenutosi il 19 dicembre 2012 a Las Vegas.
Inizialmente ad essere eletta era stata Bojana Lečić, che aveva vinto il titolo il 7 luglio 2011 presso il Sava Center di Belgrado, mentre Branislava Mandic si era classificata al secondo posto, che in quanto tale avrebbe dovuto gareggiare a Miss Mondo 2012. Tuttavia, in seguito ad un cambiamento delle date del concorso, Bojana Lečić ha dovuto rappresentare la propria nazione a Miss Mondo 2012, mentre la rappresentanza della Serbia a Miss Universo è passata a Branislava Mandic.